# Lenin v 1918 godu
Lenin v 1948 godú (en alfabet ciríl·lic Ленин в 1918 году, traducció literal en català Lenin el 1918) és una pel·lícula soviètica de 1939 dirigida per Mikhaïl Romm amb E. Aron i I. Simkov com a codirectors. La històrica i biogràfica pel·lícula té com a taló de rerefons la guerra civil russa que s'ha iniciat immediatament després de l'esclat de la revolució d'Octubre i mostra com, des del Kremlin, Lenin intenta reconduir la nació malgrat les intrigues que s'urdeixen contra ell.
El rodatge va començar el 10 d'agost de 1938 i va durar vuitanta-set dies. Shchukin mai va veure Lenin en vida real, però va fer una investigació intensa, submergint-se en tot allò relacionat amb ell. Durant la producció de Lenin el 1918, Boris Shchukin va patir constantment problemes de salut. Exactament sis mesos després de la seva aparició a la pel·lícula i mentre es desenvolupava una seqüela, Shchukin va morir.
Durant la Revolució Cultural xinesa, Lenin el 1918 juntament amb Lenin a l'octubre van ser els únics llargmetratges soviètics que es van projectar repetidament al públic.

## Argument
El 1918 Rússia està immersa en plena guerra civil i el país passa fred i misèria. A Moscú, el recent proclamat govern soviètic s'ha instal·lat al Kremlin i sota la direcció de Lenin i Stalin s'esforça per fer sortir el país de la crisi.
La major part del seu temps, Lenin el dedica a acollir humils ciutadans de l'emergent nació socialista amb els quals dialoga i debat. Un destacat episodi de la pel·lícula té lloc quan fins i tot Lenin es reuneix amb un Kulak de la ciutat de Tambov.
La delicada situació en què es troba el govern es veu a més afeblida per la secreta conspiració que el comandant Mateiev, a basa de suborns, està tramant en contra de Lenin. Planejat meticulosament, l'atemptat contra el líder soviètic és finalment perpetrat durant el seu discurs davant dels treballadors de la fàbrica Mikhelson.
Lenin sobreviu als trets de pistola disparats per Fanni Kaplan i es recupera lleugerament de les ferides mentre la nació viu amb inquietud la lenta evolució del malalt, que s'incorpora de nou al treball encara convalescent.

## Premis i nominacions

### Nominacions
- 1939. Palma d'Or